# Зак и Квак
Зак и Квак је анимирана дечија телевизијска серија коју су креирали Гили Долев и Ивет Каплан. У власништву је компаније Zodiak Kids. Серија је премијерно приказана на Ник џуниор у Великој Британији и Ирској 7. фебруара 2014. У Сједињеним Државама је почео да се емитује 7. априла 2014. Завршио је 6. фебруара 2017. Произведено је 36 епизода

## Простор
Смештена унутар поп-уп књиге, емисија прати авантуре седмогодишњег Зака и његовог најбољег пријатеља Квака.

## Улоге
| Име лика       | Глумац                       |
| -------------- | ---------------------------- |
| Зак            | Нур Азламера                 |
| Кира           | Нур Азравина                 |
| Хоп            | Мариа Меи                    |
| Пухасто        | Џеси Раи Схеп                |
| Прескочи       | Реган Лутз                   |
| Стомак на горе | Тилер Бунсх Солин МакФарлане |
| Уводна шпица   |                              |